# كيميائي

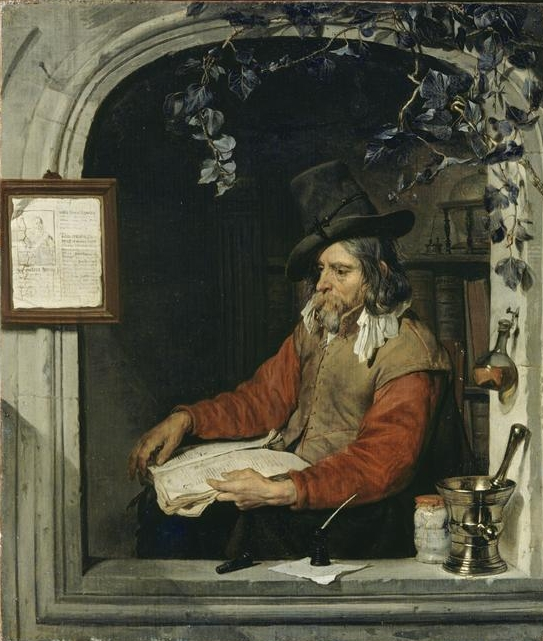
الصيدلي أو الكيمياوي بواسطة غابرييل ميتسو (1651-1667م).

الكِيمِياويُّ(ملاحظة 1) أو الكِيماويُّ أو الكِيمِيائيُّ (بالهمزة: خطَّأَها بعضُهم، وضعَّفها آخرون)  المتخصص بالكيمياء أو بأحد فروعها، فيدرسُ خواص الجزيئات وبناءها (تركيبها). ويسمى عالم كيمياء أيضًا إذا بَلَغَ مرتبة متقدمة في فَهْم الكيمياء.
أما في الأدبيات فالكيمياوي عالم مدرب في دراسة الكيمياء. والكيمياويون يدرسون تكوين المادة وخصائصها، واصفينَ ما يدرسونه من خصائصَ وصفًا دقيقًا من حيث الكميات، في مستوى الجزيئات والذرات المكونة لها مفصِّلين، ويقيسون بعناية نسب المادة، ومعدلات تفاعلها، وخصائصَها الأُخَر.
وتُستعمل كلمة «الكيمياوي» أيضًا للصيدلاني في الكومنولث الإنجليزية.

## تاريخ الكيمياء
اختلف مؤرخو العلم حول أصل كلمة كيمياء. فمنهم من ردها إلى الفعل اليوناني chio الذي يفيد السبك والصهر، ومنهم من أعادها إلى كلمتي chem، kmt المصريتين ومعناهما الأرض السوداء، ومنهم من يرى أنها مشتقة من كلمة كمى العربية أي ستر وخفى وذلك إشارة إلى ما كان يكتنفه علم الكيمياء من الغموض والسرية.
تاريخ الكيمياء يعود لأكثر من 4,000 سنة في عهد قدماء المصريين، الذين كانوا رواد الكيمياء

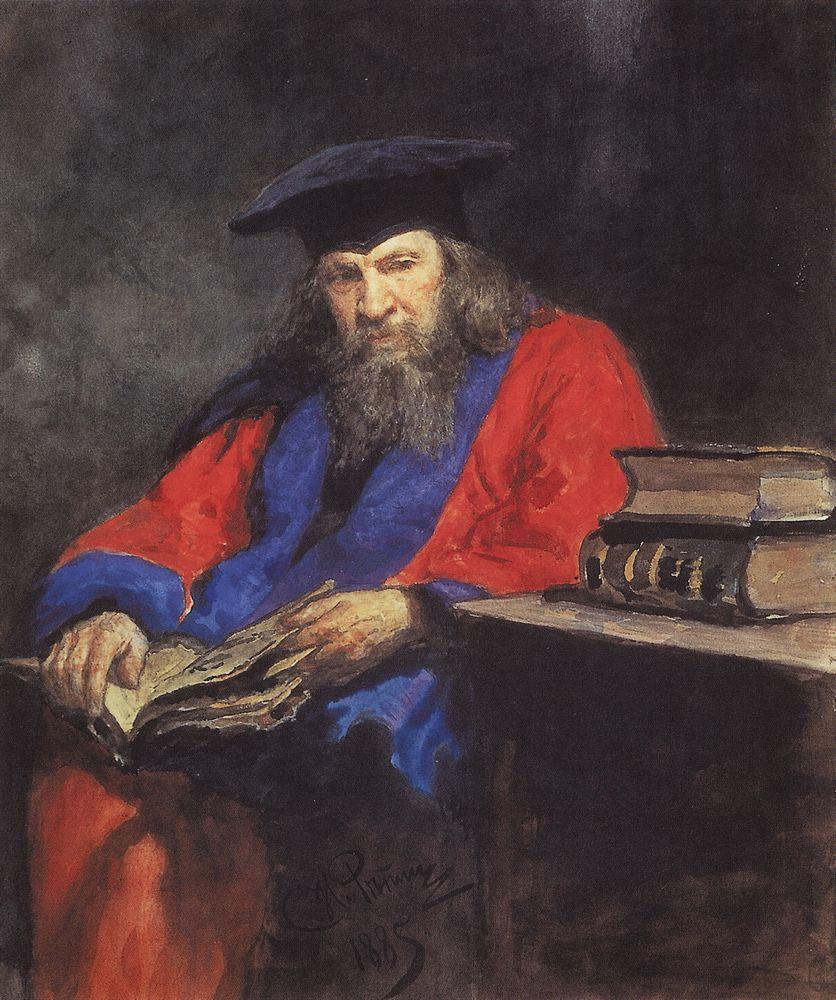
الكيميائي الروسي ديميترى مندلييف - الصاحب الأول للجدول الدوري الحديث للعناصر

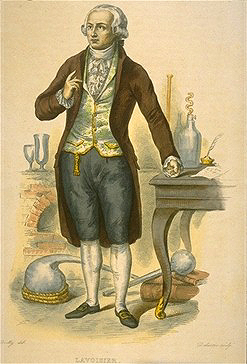
يعد أنطوان لافوازييه (1743–94) "أبو الكيمياء الحديثة".

التصنيعية الرطبة.

## التعليم
وعادة ما تتطلب وظائف الكيميائيين على الأقل الحصول على شهادة جامعية درجة البكالوريوس (كيميائي تقني)، ولكن العديد من المناصب المتقدمة، وبخاصة في البحوث، نجدها تتطلب درجة الفلسفة. تؤكد معظم البرامج العلمية الجامعية مواد الرياضيات والفيزياء وكذلك الكيمياء، ويرجع ذلك جزئيا إلى أن علم الكيمياء يمثل "العلم المركزي"، لبقية العلوم  وبالتالي يجب أن يكون للكيميائيين دراية ومعرفة واسعة عن العلوم. على مستوى الماجستير وأعلى، نجد أن الطلاب يميلون إلى التخصص في مجال معين.
الكيميائي التقني هو المحترف الذي تخرج من الجامعة. وهو خبير في إدارة وتشغيل المعدات والأجهزة اللازمة لأداء التحاليل الكيميائية. وهو جزء من فريق عمل في المختبر الكيميائي الذي الذي يفحص جودة المواد الخام، ويجري تحليل المنتجات الوسيطة والمنتجات النهائية. إنهم يؤدون أيضا وظائف في مجالات مراقبة الجودة البيئية والمراحل التشغيلية لمصانع المواد الكيميائية والأدوية. وايضا نجد الفنيين أنهم يقومون ببعض العمل في التحليلات المتكررة لمراقبة الجودة أو في المختبرات السريرية.

## مهام الكيميائي
تتمثل مهمة المحلل الكيميائي في النقاط التالية:
1. ابتكار طرق تحليلية جديدة ذات مميزات تحليلية واقتصادية عالية مع سهولة تطبيقها ما أمكن.
2. تطوير وتحسين الطرق القياسية وحل بعض المشاكل التي تعتريها أثناء التطبيق مثل زيادة الحساسية وتحسين الانتقائية.
3. حل مشاكل تداخل مكونات العينة مع المادة المراد تقديرها Analyte في العينات الحقيقة. مع ابتكار طرق جديدة في مجال تحضير العينات.

## تخصصات الكيميائيين
من الفروع التي يتخصص فيها الكيميائيون:
- الكيمياء التطبيقية:- تغطي مواضيع كثيرة لأن هنالك إسهامات متعددة مباشرة وغير مباشرة كنتيجة لتطبيقات الكيمياء. لقد أسهمت التقانة (التكنولوجيا) الكيميائية في مجالات حياتية كبيرة.
- الكيمياء العضوية:- تعرف بأنها كيمياء مركبات الكربون من خلالها يمكن الحصول على عدد هائل من المركبات العضوية لسهولة ارتباط ذرات الكربون بعضها مع بعض وبذرات الهيدروجين في سلاسل طويلة.أي هو فرع علم الكيمياء المعني بدراسة مركبات الكربون وتفاعلاتها.
- الكيمياء اللاعضوية:- فرع من علم الكيمياء يهتم بدراسة المواد غير الكربونية وتفاعلاتها. تدرس المركبات التي لا يكون الكربون في تركيبها وليس من نواتج احتراقها.
- الكيمياء التحليلية:- هو أحد فروع علم الكيمياء الذي يختص بدراسة فصل العناصر المكونة لمركب ما ومن ثم تعيين وتقدير كميتها. أو هي الوسيلة الكيميائية التي يتم بها الكشف عن العناصر والمواد وطرق فصلها ومعرفة مكونات تلك المواد في خليط منها، بالإضافة إلى تقدير هذه المكونات تقديراً كمياً.
- الكيمياء الحيوية: هو علم يهتم بالتركيب الكيميائي لأجزاء الخلية الحية ومعرفة مجرى التفاعلات الكيميائية الحيوية، وكذلك يهتم علم الكيمياء الحيوية بالطبيعة الفيزيائية والكيميائية للأنواع المختلفة من المواد الغذائية والوظيفة البيولوجية لهذه المواد من الخلايا وأيضها الوسيطي.
- الكيمياء الصيدلانية او الكيمياء الدوائية:- الكيمياء الصيدلانية أو الكيمياء الدوائية تخصص علمي يجمع بين الكيمياء والصيدلة بهدف تصميم المركبات الدوائية الجديدة وتطويرها. أو بالأصح يجمع بين الصيدلة والكيمياء العضوية. تقوم الكيمياء الصيدلانية بتمييز وتصنيع وتطوير المركبات الكيميائية الجديدة لتناسب الاستخدامات العلاجية: بمعنى زيادة التأثير العلاجي لها وإنقاص الآثار الجانبية. من أجل ذلك تستخدم الكثير من التقنيات الكيميائية والتقنية وأيضا تطبيقات الكيمياء الحاسوبية الجديدة لدراسة الأدوية المستخدمة وتأثيراتها الحيوية.
- الكيمياء الفيزيائية: هي علم يقوم على دراسة خواص وبناء مختلف المواد والجسيمات التي تتكون منها هذه المواد وذلك تبعا لتركيبها وبنائها الكيميائي وللظروف التي توجد فيها وعلى دراسة التفاعلات الكيميائية والاشكال الأخرى من التأثير المتبادل بين المواد تبعا لتركيبها الكيميائي وبنائها.
- كيمياء سريرية: أو علم الأمراض الكيميائي أو الكيمياء الحيوية الطبية نشأ هذا التخصص في أواخر القرن التاسع عشر وكان يُستعمل فيه الاختبارت الكيميائية البسيطة التي كانت تُجرى على مجموعة من المركبات المختلقة للدم وللبول. وفي وقت لاحق تم تطبيق تقنيات أخرى، ومن ضمنها استعمال وقياس نشاط الإنزيمات، والمطيافية الضوئية spectrophotometry, والرحلان الكهربائي electrophoresis والمعايرة المناعية immunoassay.
- الكيمياء الشرعية: هو ذلك الفرع من الكيمياء المختص بدراسة الجريمة وطرق الكشف عنها وتقديم الأدلة العلمية التي تقنع القاضي للحكم فيها وتسمى أيضا بالكيمياء الجنائية أو العدلية.

## علماء كيميائيين
جابر بن حيان، الكندي، غايلوساك، أوبنهيمر، دالتون، نوبل، شارل، بنسن

## وصلات خارجية
- American Chemical Society Division of Medicinal Chemistry
- European Federation for Medicinal Chemistry
- A guide to drug discovery: The role of the medicinal chemist in drug discovery — then and now, an article published in Nature Reviews Drug Discovery that gives a historical perspective of the field and insight to future directions
- Find here the medicinal chemistry summary of the pharmaceutical drug discovery patent

### المجلات العلمية
- MedChemComm (MedChemComm Home page)
- Future Medicinal Chemistry
- Chemmedchem (ChemMedChem current issue page)
- Journal of Medicinal Chemistry (table of contents)
- ACS Medicinal Chemistry Letters (table of contents)
- Current Medicinal Chemistry
- European Journal of Medicinal Chemistry (table of contents)